# Championnat d'Europe de baseball 2001
Navigation
Édition précédente Édition suivante
Le championnat d'Europe de baseball 2001, vingt-septième édition du championnat d'Europe de baseball, a lieu du 28 juillet au 5 août 2001 à Bonn, Cologne et Solingen, en Allemagne. Il est remporté par les Pays-Bas.